# Myggenäs
För den av Färöarna som heter Myggenæs på danska, se Mykines.
Myggenäs är en ort i Tjörns kommun, Västra Götalands län. Orten ligger nära Tjörnbrons västra brofäste, och är en viktig knutpunkt för kollektivtrafik på Tjörn och Orust.
Bebyggelsen klassades av SCB före 2018 som en egen tätort. Från 2018 räknas den som en del av tätorten Höviksnäs och Myggenäs,  

## Befolkningsutveckling
| Befolkningsutvecklingen i Myggenäs 1965–2015                                        | Befolkningsutvecklingen i Myggenäs 1965–2015 | Befolkningsutvecklingen i Myggenäs 1965–2015 | Befolkningsutvecklingen i Myggenäs 1965–2015 | Befolkningsutvecklingen i Myggenäs 1965–2015 |
| ----------------------------------------------------------------------------------- | -------------------------------------------- | -------------------------------------------- | -------------------------------------------- | -------------------------------------------- |
|                                                                                     |                                              |                                              |                                              |                                              |
| År                                                                                  |                                              |                                              | Folkmängd                                    | Areal (ha)                                   |
| 1965                                                                                | 1965                                         |                                              | 253                                          |                                              |
| 1970                                                                                | 1970                                         |                                              | 1 095                                        |                                              |
| 1975                                                                                | 1975                                         |                                              | 1 490                                        |                                              |
| 1980                                                                                | 1980                                         |                                              | 1 443                                        |                                              |
| 1990                                                                                | 1990                                         |                                              | 1 319                                        | 107                                          |
| 1995                                                                                | 1995                                         |                                              | 1 185                                        | 108                                          |
| 2000                                                                                | 2000                                         |                                              | 1 257                                        | 120                                          |
| 2005                                                                                | 2005                                         |                                              | 1 270                                        | 121                                          |
| 2010                                                                                | 2010                                         |                                              | 1 230                                        | 122                                          |
| 2015                                                                                | 2015                                         |                                              | 1 460                                        | 218                                          |
| Anm.: Ny tätort 1965. Sammanvuxen 2015 med Häggvall. 2018 sammanvuxen med Höviksnäs |                                              |                                              |                                              |                                              |

## Samhället
I Myggenäs finns låg- och mellanstadieskolan Myggenässkolan. De första husen i Myggenäs villaområden byggdes runt 1960-talet.
Här finns också lokalen Sjöstugan i Myggenäs
I Myggenäs finns även livsmedelsbutik, apotek, gym, bank, vårdcentral, förskola och bensinstation.

## Barn och utbildning
I Myggenäs finns förskola och grundskola med årskurserna F–5. 
- Myggenäs förskola, åldrarna 1–5 år, består av två enheter med totalt 9 avdelningar.[5]
- Myggenäs skola, grundskola årskurs F–5.[6]  Vid skolan finns en "särskild undervisningsgrupp" med hela kommunen som upptagningsområde[7] samt en förberedelseklass.

## Gång- och cykelvägar
Från Myggenäs går det gång- och cykelvägar till Höviksnäs och vidare mot Kållekärr och Skärhamn samt till Stenungsund.